# 柴田南雄
柴田 南雄（しばた みなお、1916年〈大正5年〉9月29日 - 1996年〈平成8年〉2月2日）は、日本の作曲家、音楽評論家、音楽学者。

## 略歴
東京府東京市神田区駿河台袋町（現：東京都千代田区神田駿河台）に生まれ、1945年まで東京府豊多摩郡大久保町字百人町（現：新宿区百人町）で暮らす。
1921年、東京女子高等師範学校附属幼稚園（現：お茶の水女子大学附属幼稚園）に入る。1923年、暁星小学校入学。1932年、暁星中学校から成城高等学校尋常科（現：成城大学）に編入。1933年、成城高等学校高等科理科甲類（英語クラス）に進んだ頃から、ピアノを岩井貞麿、ジェームス・ダンに、チェロを鈴木二三雄に、作曲を細川碧、諸井三郎に、指揮法を斎藤秀雄に師事。チェリストとして東京弦楽団に参加した。1936年に旧制成城高校を卒業し、東京帝国大学理学部植物学科に進む。1939年、東大植物学科卒業後、東京帝国大学大学院で植物学を研究したが、同年、学位を取らずに中退。1939年から東京科学博物館植物学部に嘱託として勤務。1941年に退職し、東京帝国大学文学部美学美術史学科に学士入学。1943年卒業。
理研科学映画社や日本音楽文化協会に勤務した後、東京音楽書院嘱託や文部省図書編纂委員を経て、1948年、子供のための音楽教室（桐朋学園大学音楽科の前身）の設立に参加。その後、フェリス女学院大学や桐朋女子高等学校の音楽科で教鞭を執る。1955年からお茶の水女子大学助教授。東京芸術大学にて1959年から助教授、1966年から1969年まで教授。1981年から1983年まで尚美音楽短期大学教授。放送大学にて1984年から1990年まで教授、1990年から1993年まで客員教授。これらの大学の他、フェリス女学院大学、東京工業大学、東京大学、日本女子大学、尚美音楽短期大学などで非常勤講師として作曲や音楽理論を教え、多くの音楽学者や作曲家を育成した。1971年には中卒の独学のギター教師仙道作三から何の紹介もなく弟子入りを申し込まれて承諾し、500円の月謝で音楽理論を個人教授し、仙道を一人前の作曲家に育て上げたこともある。
またNHKや朝日新聞、放送大学などで、ヨーロッパの深い客観性に基づいた音楽ジャーナリズムを展開した。1970年代以降は、いわゆる「第三世界」の民族音楽や日本の伝統音楽への傾斜を深める。
作曲家・音楽学者としてのその業績を称えられ、没後、音楽評論家のための顕彰柴田南雄音楽評論賞がアリオン音楽財団によって創設された。浅田彰、高橋悠治、細川周平といった、柴田よりもはるかに年少の「うるさ型」の批評家からも好意的に言及された。
戦中から戦後にかけて戸田邦雄や入野義朗らと交友、1946年新声会を組織し作品発表を重ねた。また二十世紀音楽研究所に参加し、日本の十二音音楽の普及に尽くした。晩年は民族音楽的なシアターピース作品が注目を集めた。肝臓癌で死去。

## 備考
父は柴田雄次。父方の祖父の柴田承桂は有機化学者・薬学者で東京医学校（現在の東京大学医学部）の製薬学科初代教授。父の長兄の柴田桂太は植物生理学者で東大教授。母方の祖父杉村濬（すぎむら ふかし）と、母の長兄の杉村陽太郎は共に外交官。母の次兄の杉村欣次郎は数学者で、東京高等師範学校（のち東京文理科大学を経て東京教育大学となる）で教授を務め、最後は埼玉大学で教えた。母方の祖母の姉の夫はキリスト教伝道者本多庸一。また、ハンガリー語学の泰斗徳永康元（東京外国語大学名誉教授）は従兄。最初の妻（1945年3月12日結婚）は戸田邦雄の妹の戸田敏子（アルト歌手、東京芸術大学教授）。二度目の妻は小野アンナ門下のヴァイオリニストで日フィル奏者だった鈴木純子。純子との間に生まれた長男の柴田乙雄（おとお）は東京都交響楽団のコントラバス奏者。次女の柴田りりは米国VaxGen社ウィルス学主任で、HIVワクチンの研究開発者。
このほかにも一族には学者が多かったため、「以下は冗談話だが、ともかくわたくしの親族には学者、とくに理科系の者が多く、わが家の法事などで父方と母方の双方の従兄弟達とその次世代の者が大集合した時などに、この顔ぶれなら私立の理科系の単科大学ひとつぐらい、わけなく作れるのではないかと思ったものだ。三代にわたるジェネレーションから、学長、教授、助教授から講師、助手まで、ほとんどの学科をカバーできる。医者は一人しかいないが、言語学者や法律の専門家もいるから、一般教養も埋まる。ただ、肝心な資本家と経営者に欠けるから所詮は空想大学だが」と豪語していた。
南雄の母の姉の四男福島新吾は政治学者で前専修大学法学部長。なお柴田家の家系については上村泰裕編「柴田家の家系略図」（『ポリフォーン』第13号、TBSブリタニカ、1993年）に詳しい。上村（社会学者、名古屋大学准教授）は従姉妹（南雄の伯父柴田桂太の末娘）とその夫上田良二（物理学者、名古屋大学名誉教授）の孫の一人、上田貞次郎（経済学者）の曾孫の一人である。
能楽研究家の横道萬里雄とは中学3年まで同級、建築家の吉阪隆正は同学年。成城高校の同学年にはクラリネット奏者の北爪利世、下級生に指揮者の高田信一がいた。
柴田が目を通した著作や楽曲では、自分の苗字を「Shibata」ではなく、「Sibata」と表記することがある。

## 年譜
- 1916年 東京府に誕生
- 1935年 成城高等学校を卒業

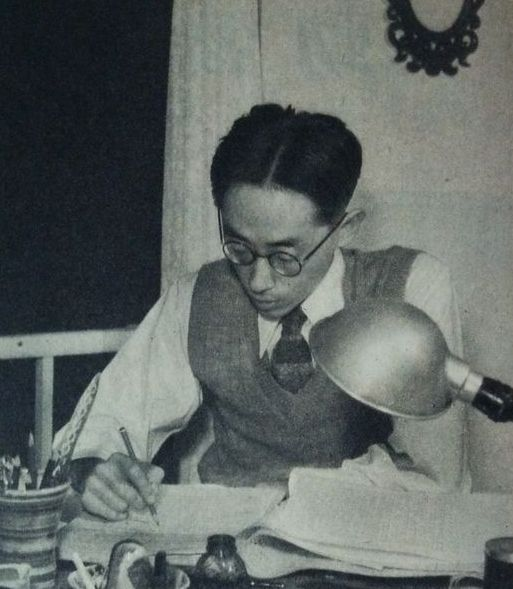
柴田南雄

- 1939年 東京帝国大学理学部植物学科卒業、同大学院進学
- 1941年 東京帝国大学文学部美術学科に学士入学
- 1955年 お茶の水女子大学助教授に就任
- 1959年 東京芸術大学音楽部楽理科助教授に転任
- 1966年 東京芸術大学教授に昇任
- 1967年 東京芸術大学評議員となる
- 1969年 東京芸術大学を退官
- 1981年 尚美音楽短期大学教授となる
- 1984年 放送大学教授に就任
- 1990年 放送大学教授を退任

## 受賞歴
- 1974年 『コンソート・オブ・オーケストラ』で第22回尾高賞受賞
- 1978年 音楽之友社レコード・アカデミー賞受賞
- 1982年 サントリー音楽賞受賞
- 1982年 紫綬褒章受章
- 1988年 永年の功績により勲四等旭日小綬章受章
- 1992年 第12回有馬賞受賞、および永年の作曲と音楽評論活動により文化功労者
- 1994年 藤村記念歴程賞受賞
- 1996年 叙正四位、叙勲二等授瑞宝章

## 出演番組
- FM音楽手帳「作曲家の目」（NHK-FM）

## 著作・作品リスト

### 著作

#### 教科書
- 『子供のためのハーモニー聴音』（音楽之友社、1955年）

#### 音楽学
- 『現代音楽』（修道社、1955年）
- 『現代の作曲家』（音楽之友社、1958年）
- 『現代音楽の歩み』（角川書店、1965年）
- 『西洋音楽史　第4』（音楽之友社、1967年）
- 『西洋音楽の歴史』上・中・下（音楽之友社、1967年）
- 『音楽の骸骨のはなし』（音楽之友社、1978年）
- 『音楽の理解』（青土社、1978年）
- 『日本の音を聴く』（青土社、1983年）
- 『楽器への招待』（新潮社、1983年）
- 『音楽史と音楽論』（旺文社、1984年）
- 『グスタフ・マーラー』（岩波書店、1984年）
- 『唄には歌詞がある』（福武書店、1987年）
- 『声のイメージ』（岩波書店、1990年）

#### 随筆・評論
- 『レコードつれづれぐさ』（音楽之友社、1976年）
- 『名演奏のディスコロジー‐曲がりかどの音楽家‐』（音楽之友社、1978年）
- 『西洋音楽散歩』（青土社、1979年）
- 『私のレコード談話室』（朝日新聞社、1979年）
- 『浅間山』（「アルプ」誌 創文社0、1980年 1997年に「日本の名山5 浅間山」博品社に収録）
- 『わたしの名曲・レコード探訪』（音楽之友社、1981年）
- 『聴く歓び』（新潮社、1983年）
- 『続・わたしの名曲・レコード探訪』（音楽之友社、1986年）
- 『王様の耳』（青土社、1986年）
- 『おしゃべり交響曲』（青土社、1986年・新装版復刊、2007年）
- 『おしゃべり音楽会』（青土社、1988年）
- 『音楽にしひがし』（青土社、1994年）
- 『わが音楽わが人生』（岩波書店、1995年）
- 『クラシック名曲案内』（講談社、1996年）
- 『柴田南雄著作集』（全3巻、小沼純一編、国書刊行会、2014-2015年）

#### 訳書
- 『対位法』（クヌート・イェッペセン著、東京創元社、1955年）
- 『バルトーク』（セルジュ・モルー著、ダヴィッド社、1957年）
- 『コンピューターと音楽』（主訳、リンカーン編、カワイ楽譜、1972年）

（『柴田南雄』（国立音楽大学附属図書館編、日外アソシエーツ、1987年）などに拠る）

### 合唱曲
- 「二つの混声合唱曲 op.6」
- 「三つの無伴奏混声合唱曲 op.11」(1948)
- 「三つの女声合唱曲 op.12」(1948)
- 「マグニフィカートとヌンク・ディミティス no.16a」(1951)
- 「ふるさとは no.16b」(1951)
- 『優しき歌　第二』（1959年）
- 『道』（1970年）
- 『追分節考』（1973年）
- 『萬歳流し』（1975年）
- 『北越戯譜』（1975年）
- 『念仏踊』（1976年）
- 「ふるべゆらゆら no.61a」(1979)
- 『宇宙について』（1979年）
- 『歌垣』（1983年）
- 『人間について』（1996年）（全三部作、その内『人間と死』は1985年初演）
- 『自然について』（1987年）
- 『遠野遠音』（1991年）

### 管弦楽曲・器楽曲
- 交響曲『ゆく河の流れは絶えずして』（1975年）
- ～フォニアシリーズ
  - 『シンフォニア』（1960年）
  - 『ディアフォニア』（1979年）
  - 『メタフォニア』（1984年）
  - 『アンティフォニア』（1989年）
- 『オルガンのための律』（1977年）

### 校歌
- 『放送大学学歌』（作詞：那珂太郎）
- 『大阪経済大学学歌』（作詞：秋本吉郎）